# Prussian Blue
Le Prussian Blue (/ˌprʌʃn ˈbluː/ - "blu di Prussia", in inglese) sono state un duo musicale statunitense, formato all'inizio del 2003 dalle sorelle gemelle Lynx Vaughan e Lamb Lennon Gaede. Il duo è particolarmente noto per le controversie generate a causa dell'esplicito orientamento neonazista e nazionalista bianco. Il duo promuoveva infatti il negazionismo dell'Olocausto ed è stato descritto come razzista e sostenitore della supremazia bianca.
Il duo ha composto e cantato numerose canzoni sul nazionalismo bianco e su Hitler. Il loro nome allude al residuato dall'acido cianidrico (o acido prussico), sostanza alla base dello Zyklon B utilizzato per le esecuzioni di massa nei campi di sterminio della Germania nazista, del quale hanno affermato di dubitare l'utilizzo a fini sterminatori.

## Storia
Nate il 30 giugno 1992, a Bakersfield, in California, Lynx e Lamb Gaede si esibiscono insieme per la prima volta nel 2001 al festival nazionalista bianco Eurofest. Nel 2002 imparano a suonare degli strumenti musicali: Lynx il violino, Lamb la chitarra. Nello stesso anno compaiono nello speciale di VH1 Inside Hate Rock.
Il duo viene formato all'inizio del 2003 dalla madre delle due gemelle, April Gaede.  Nel 2003, compaiono nel documentario della BBC diretto da Louis Theroux, Louis and the Nazis, sulla diffusione delle ideologie legate al razzismo e al potere bianco all'interno degli Stati Uniti. Luois Theroux ha in seguito ricontattato le gemelle e la loro madre per raccogliere materiale per il suo libro pubblicato nel 2008 The Call of the Weird. An American Road Trip with Neo-Nazis, Porn Stars and One (Alleged) Space Alien. Lamb, Lynx e la loro madre April Gaede, compaiono anche in un film horror di serie B, Dark Walker.
Nel 2004 le gemelle incidono il loro album di debutto Fragment of the Future, pubblicato dall'etichetta Resistance Records su CD, caratterizzato da sonorità folk rock e bubblegum pop. L'anno successivo registrano il loro secondo album The Path We Chose, caratterizzato da sonorità più tradizionalmente rock, sostenute da chitarre acustiche ed elettriche. Molti dei brani del secondo album abbandonano le tematiche razziste del primo disco, concentrandosi su temai più mainstream e adolescenziali, come i ragazzi, l'innamoramento e gli appuntamenti romantici.
Il 20 ottobre 2005 le Prussian Blue partecipano a un segmento critico nel programma della ABC Primetime. Nello stesso anno il duo pubblica inoltre il DVD Blonde Hair Blue Eyes, contenente video musicali e concerti dal vivo. Segue un tour negli Stati Uniti.
Nell'agosto del 2006 le Prussian Blue sono nuovamente ospiti di una puntata di Primetime. Nello stesso anno le gemelle, assieme alla madre, al patrigno e alla più giovane sorellastra Dresden, si trasferiscono da Bakersfield a Kalispell, nel Montana, perché secondo la madre Bakersfield non era "abbastanza bianca". Molti dei loro nuovi vicini non danno loro il benvenuto. Molti dei loro nuovi concittadini diffondono volantini per allertare dell'ideologia politica dei nuovi arrivati e la scritta "No Hate Here" ("qui non odiamo") viene esposta sulle finestre di alcune case della cittadina. Alcune delle persone impegnate in questa campagna di propaganda ricevono delle lettere di minaccia da parte di organizzazioni di potere bianco esterne allo stato. L'organizzazione per i diritti umani del Montana, The Montana Human Rights Network, organizza una manifestazione a Kalispell per protestare contro l'ideologia razzista della famiglia Gaede.
Lo stesso anno, all'età di circa quattordici anni, le gemelle Lynx e Lamb decidono di sospendere la propria attività dal vivo. Tuttavia nell'estate del 2007 il duo partecipa a un tour europeo, prendendo parte a eventi per organizzazioni di potere bianco, dopo che, nel 2006, è stata pubblicata in Germania una raccolta di loro canzoni intitolata For The Fatherland, per opera della Pühses Liste, etichetta di proprietà di Jens Pühse, membro del partito di estrema destra Partito Nazionaldemocratico di Germania (Nationaldemokratische Partei Deutschlands o NPD).
Il duo appare inoltre come ospite a The Political Cesspool e nel documentario di James Quinn Nazi Pop Twins, trasmesso per la prima volta sempre nel 2007. Il documentario sottolinea la tensione che intercorre tra le gemelle e la loro madre, April: Lynx e Lamb sconfessano le opinioni sulla razza della madre e affermano di voler cantare canzoni che non siano incentrate su questi temi. In questa occasione Lynx afferma che hanno indossato magliette con uno smile somigliante a Adolf Hitler pensando che fosse uno scherzo e che "essere orgogliose di essere bianche" non significa essere razziste. Nel 2009 il sito ufficiale del gruppo e la loro pagina su Myspace vengono chiusi.
Nell'estate 2011, in un'intervista a The Daily, le ragazze hanno dichiarato di essersi allontanate dalle loro precedenti idee politiche, e che la loro vita è stata cambiata dalla scoperta della cannabis. Hanno dichiarato di non ammirare più Hitler, ma di disapprovare comunque la demonizzazione del Terzo Reich e della seconda guerra mondiale nella società contemporanea.

## Stile e influenze
Una buona metà delle canzoni del primo album delle Prussian Blue, Fragment of the Future, è costituita da cover di canzoni di altre formazioni razziste e di estrema destra. Una di esse, Hate For Hate: Lamb Near The Lane, è stata scritta da David Lane (attivista politico per la supremazia bianca e terrorista statunitense) e altre da Ian Stuart Donaldson (musicista britannico, anch'egli di ideologia razzista e suprematista bianca) e Ken McLellan. Una delle loro canzoni più famigerate, Victory Day, è stata reinterpretata dal gruppo razzista RaHoWa. Due canzoni contenute nel primo album sono dedicate a nazisti tedeschi e attivisti per la supremazia bianca, compresi Rudolf Hess e Robert Jay Mathews (terrorista neonazista statunitense). Una di queste canzoni, dedicata a Donaldson, Mathews, Hess e William L. Pierce (fondatore della National Alliance), scritta da Lamb Gaede, è Sacrifice. Un'altra canzone, Gone With the Breeze, è dedicata a Mathews.
Le cover contenute nel loro album richiamano luoghi leggendari come il Valhalla e Vinland, tratti dalla mitologia e dalle saghe norrene. Molte canzoni, compresa Victory Day, fanno riferimento a una guerra santa condotta sotto la bandiera della Creativity, movimento religioso di stampo panteista, separatista e suprematista bianco, antisemita e anticristiano, classificato come gruppo neonazista. Il testo della loro canzone The Strange è tratto dall'omonima poesia di Rudyard Kipling. Le Prussian Blue hanno inoltre distribuito una cover della canzone Ocean of Warriors in formato mp3, brano dedicato ai partecipanti bianchi ai Cronulla riots, scontri razziali avvenuti nel 2005 in Australia.

## Ideologia
In un'intervista a Vice le gemelle Gaede hanno dichiarato: «Parte del nostro retaggio è tedesco-americano. Inoltre i nostri occhi sono azzurri e il blu di Prussia è semplicemente un bel colore.» Hanno inoltre osservato: «si discute inoltre del blu di Prussia (residutato dello Zyklon B) nelle così chiamate camere a gas dei campi di concentramento. Noi pensiamo che la gente dovrebbe interrogarsi sull'inacuratezza del mito dell'Olocausto.» Ciò fa riferimento alle affermazioni di molti negazionisti, secondo cui l'Olocausto non è accaduto o ha avuto molte meno vittime di quanto generalmente affermato.
Il gruppo ha forti legami con l'organizzazione National Vanguard, un gruppo di ideologia di stampo supremazia bianca formata da ex membri della National Alliance. La loro idiologia viene descritta come razzista da parte dei media. The Daily Telegraph riporta che sul palco le gemelle hanno fatto il saluto nazista.
Secondo quanto riportato da ABC News, alle ragazze è stata impartita l'istruzione domiciliare dalla loro stessa madre, April Gaede, un'attivista e autrice del movimento National Vanguard. Il nonno materno, che vive nella Squaw Valley a Fresno, in California, indossava una cintura con una svastica sulla fibbia. Esibiva inoltre una svastica sul proprio camion e aveva registrato un marchio per bestiame con il medesimo simbolo. Durante la loro intervista ad ABC, le gemelle hanno affermato di credere che Adolf Hitler fosse un grand'uomo con delle buone idee e hanno affermato che l'entità dell'Olocausto è stata esagerata. Sono state inoltre criticate per il fatto che le loro donazioni per le vittime dell'uragano Katrina, siano state destinate solo a persone bianche: «Dopo un giorno di tentativi, le forniture sono finite con pochi acquirenti, scaricate in un negozio che vende memorabilia della Confederazione.»
Un profilo del 2011 del quotidiano online The Daily dichiara che le gemelle Gaede avrebbero rinnegato le loro precedenti idee politiche:
Ciononostante le gemelle hanno continuato a professarsi scettiche nei confronti di molti elementi dell'Olocausto.
Nel 2012 un articolo del britannico Daily Mirror riporta che le ragazze hanno abbracciato ideali maggiormente liberali, rispetto a quanto promosso attraverso la loro musica nei primi anni della loro adolescenza, e che le gemelle supportano ora la legalizzazione della marijuana, descrivendole come "liberali rilassate che celebrano la felicità della diversità etnica". L'articolo si interroga sul ruolo avuto dalla marijuana (utilizzata da Lynx per alleviare i sintomi del cancro) nel modificare il loro punto di vista politico, mentre il blog di Lamb fa notare che il cambio di orientamento, dal nazionalismo bianco all'apolitico, di una delle due gemelle non è imputabile alla cannabis Lamb, che ora utilizza il nome Lamb Lingelser, ha annunciato di aver avuto una bambina con il proprio ragazzo Ryan Smart. La figlia, Oslo Iverson Smart, è nata il 12 dicembre 2015.

## Formazione
- Lynx Vaughan Gaede - voce, violino
- Lamb Lennon Gaede - voce, chitarra

## Discografia

### Album in studio
- 2004 - Fragment of the Future
- 2005 - The Path We Chose

### Raccolte
- 2006 - For the Fatherland

### Singoli
- Your Daddy
- Keepers of the Light (con i Battlecry)
- Victory Day

## Videografia
- 2005 - Blonde Hair, Blue Eyes
- 2007 - Dresden-Pappritz Der Sachsentag 2007 (con Sachsonia, Ferox, Asynja e Frontalkraft)